# گویرجیک
گویرجیک (ترکی آذربایجانی: Göyərcık) یک منطقهٔ مسکونی در جمهوری آرتساخ است که در استان کاشاتاق واقع شده‌است.